# Grupo Alfa (Ucrania)
El Grupo Alfa es una rama  del Servicio de Seguridad de Ucrania; y uno de los sucesores del grupo Alfa de la Unión Soviética.

## Historia
El 28 de julio de 1974, el grupo Alfa fue creado a las órdenes del presidente del KGB, Yuri Andropov.
Más tarde, otras unidades Alpha fueron establecidas a través de la Unión Soviética. La fecha de la creación del destacamento Alfa en Ucrania fue el 3 de marzo de 1990. 

#### Crisis ucraniana de 2014
En abril de 2014, en el periodo posterior al Euromaidán, se acusó a francotiradores de Alfa de disparar a los manifestantes, la unidad fue purgada, reorganizada y utilizada por el nuevo gobierno contra fuerzas separatistas en el este del país.
El desertor del grupo Alpha Alexander Khodakovsky se convirtió en el comandante del Batallón Vostok y más tarde en el ministro de interior de la República Popular de Donetsk.
El SBU informó que aproximadamente el 30% de los miembros del grupo Alfa en el Donbáss desertó para  luchar junto a los grupos insurgentes prorrusos en Donetsk o Luhansk, dejando a la unidad con apenas 200 miembros leales en toda Ucrania.

## Operaciones
Desde su creación en 1994 hasta 2010, miembros de la unidad especial llevaron a cabo más de 7000 operaciones, desde incautación de armas a operaciones antidrogas, capturas de miembros de grupos organizados, etc.

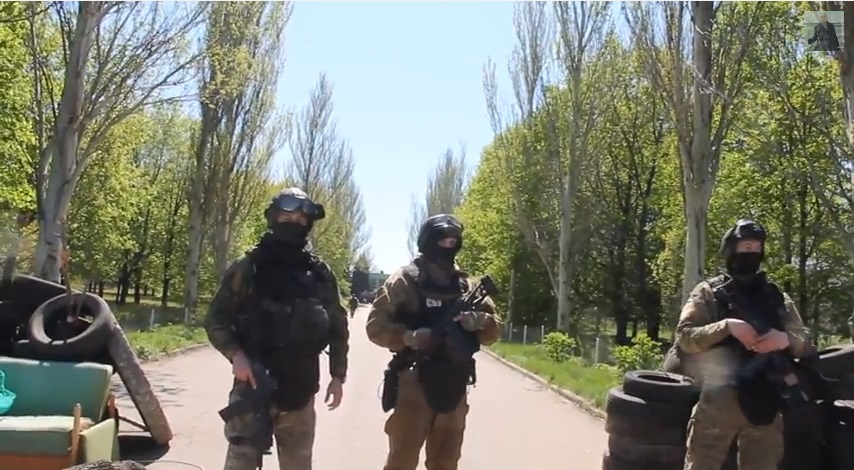
Soldados del grupo Alpha cerca de Kramatorsk

El destacamento fue ampliamente usado en los primeros momentos de las protestas prorrusas de 2014, aunque muchas de sus operaciones permanecen clasificadas o son difíciles de verificar. La unidad sufrió su primera baja en junio de 2014, luchando contra grupos separatistas y posiblemente, fuerzas especiales rusas, en el conflicto del Donbáss.
Durante la invasión rusa de Ucrania de 2022 participaron en la batalla del Aeropuerto Antonov y en la batalla de Hostómel.